# Gersemia crassa
Gersemia crassa is een zachte koraalsoort uit de familie Nephtheidae. De koraalsoort komt uit het geslacht Gersemia. Gersemia crassa werd in 1887 voor het eerst wetenschappelijk beschreven door Danielssen. 